# Mack Trucks
Mack Trucks — американская автомобилестроительная компания, один из лидеров по производству тяжёлых грузовиков, бывший производитель автобусов и троллейбусов.
Штаб-квартира компании располагается в городе Гринсборо, округ Гилфорд, Северная Каролина. Основные производственные мощности в США в боро Маканджи, округ Лихай — завод площадью 93 тысячи квадратных метров, численность рабочих около одной тысячи. Заводы по сборке грузовиков находятся в штате Мэрилэнд, Австралии и Венесуэле. Коробки передач и отбора мощности, раздаточные коробки, которые предназначены для других сборочных производств, производятся в городе Хейгерстаун Мэриленд.
С 2000 года компания вошла в состав Volvo Group.

## История
Компания была основана в 1900 году под названием Mack Brothers Company, однако начала работать не на пустом месте.
Создателями компании были братья Мак. Джон, работавший на заводе Fallesen & Berry по изготовлению карет и фургонов в Бруклине, видя успешность предприятия в 1893 году уговорил своего брата Августа выкупить компанию. Спустя год к ним присоединился брат Уильям до этого управлявший компанией по производству фургонов в штате Пенсильвания. Братья продолжили производство повозок, при этом занимались экспериментами с паровыми машинами и электродвигателями. В 1900 году вдохновлённые изобретениями братьев Райт, Уиллиса Кэрриера и Генри Форда братья решились на создание тяжёлых грузовиков и двигателей большой мощности. В 1900 году компания выполнила первый заказ на производство 20-местных автобусов с двигателем на 40 л. с. для экскурсионной компании Harris and McGuire, появился первый Mack. Впоследствии выпуск автобусов продолжался до 1960-х годов, было изготовлено свыше 22 тысяч автобусов. В течение многих лет компания использовала слоган: первый MACK был автобусом, а первым автобусом был MACK (англ. The first Mack was a bus and the first bus was a Mack).

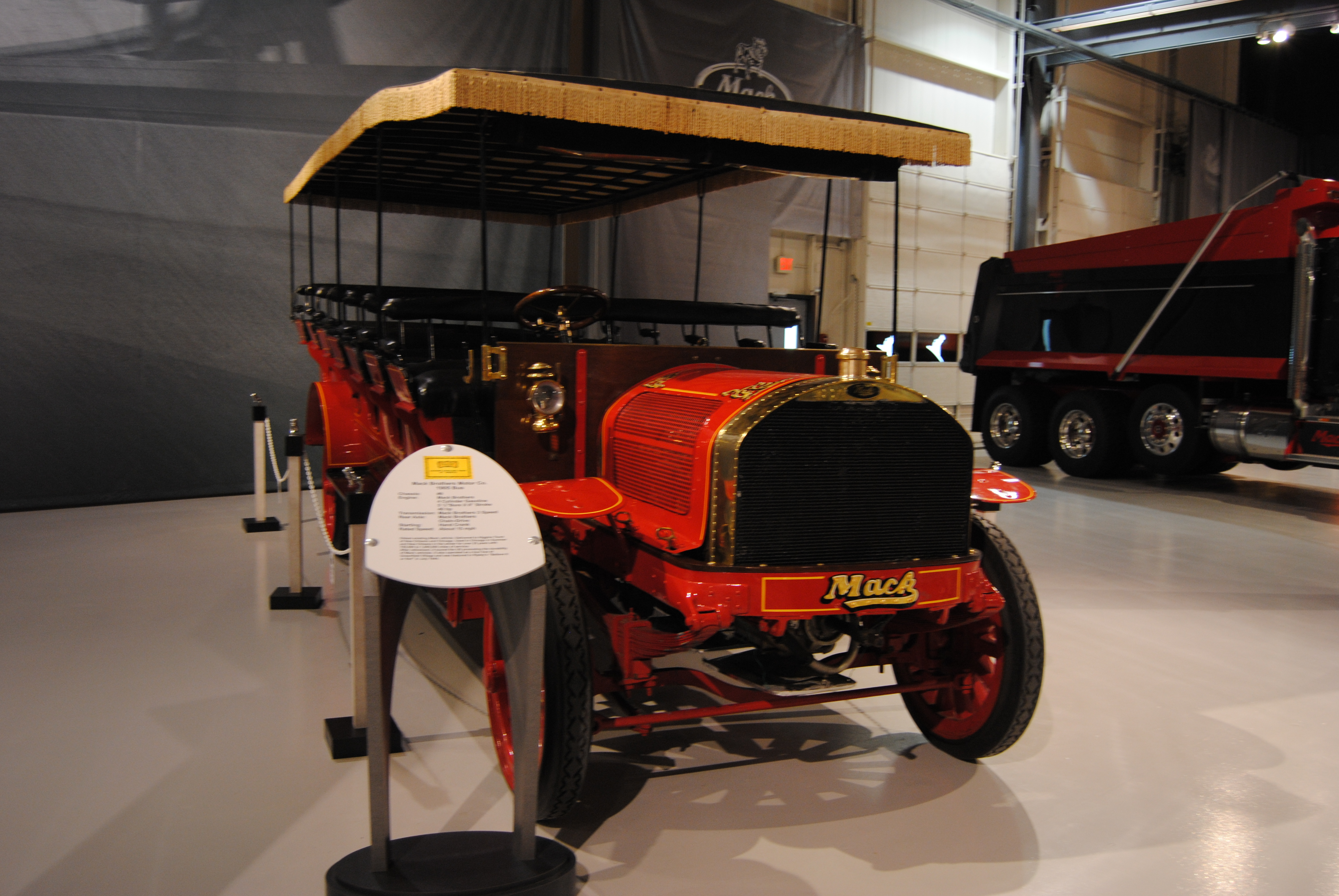
Автобус Old No 1

В 1902 году в Нью-Йорке была создана компания Mack Brothers Company. С 1904 года продукция компании получила имя Manhattan. В 1905 году братья решили перенести компанию и всё её производство в Аллентаун. Тогда же к ним присоединяется в качестве акционера четвёртый брат — Гас.
В 1905 году компания Mack Brothers Motor Car Company стала выпускать пятитонные бескапотные грузовики Manhattan, у которых кабина водителя располагалось над двигателем. Базой для них служила платформа от первого автобуса Mack, который стали именовать Old No 1. В 1910 году название производимых грузовиков меняется на Mack. Тогда же к компании присоединяется пятый брат — Чарльз. Несмотря на успехи компании производство грузовиков было штучным. Сказывалось отсутствие серийной сборки.
Джон Мак был изобретателем. И одним из его изобретений являлось устройство позволявшее переключать передачи с низкой на высокую и в обратном направлении минуя промежуточные передачи. Гас Мак также изобрёл приспособление, связанное с коробкой передач. Другие автопроизводители были заинтересованы в установке на свои автомобили аналогичных устройств и потому охотно приобретали лицензии, что давало компании дополнительный доход.
С 1905 года по 1930 год компания строила для железных дорог мотовозы и тепловозы с бензиновым двигателем. Всего было выпущено 40 штук.
В 1910 году выпускаемые компанией грузовики стали называться Mack. Компания выпустила первый пожарный автомобиль для города Морристаун.
В 1911 году компания Saurer Motor Truck Company выпускавшая на своём заводе в Плейнфилд и продававшая грузовики под маркой Saurer объединилась с Mack Brothers Motor Car Company под руководством Джона Мака. Компания под названием International Motor Truck Company продавала грузовики под маркой Saurer до 1918 года.
В 1912 году братья Джон и Джозеф Мак вышли из компании.

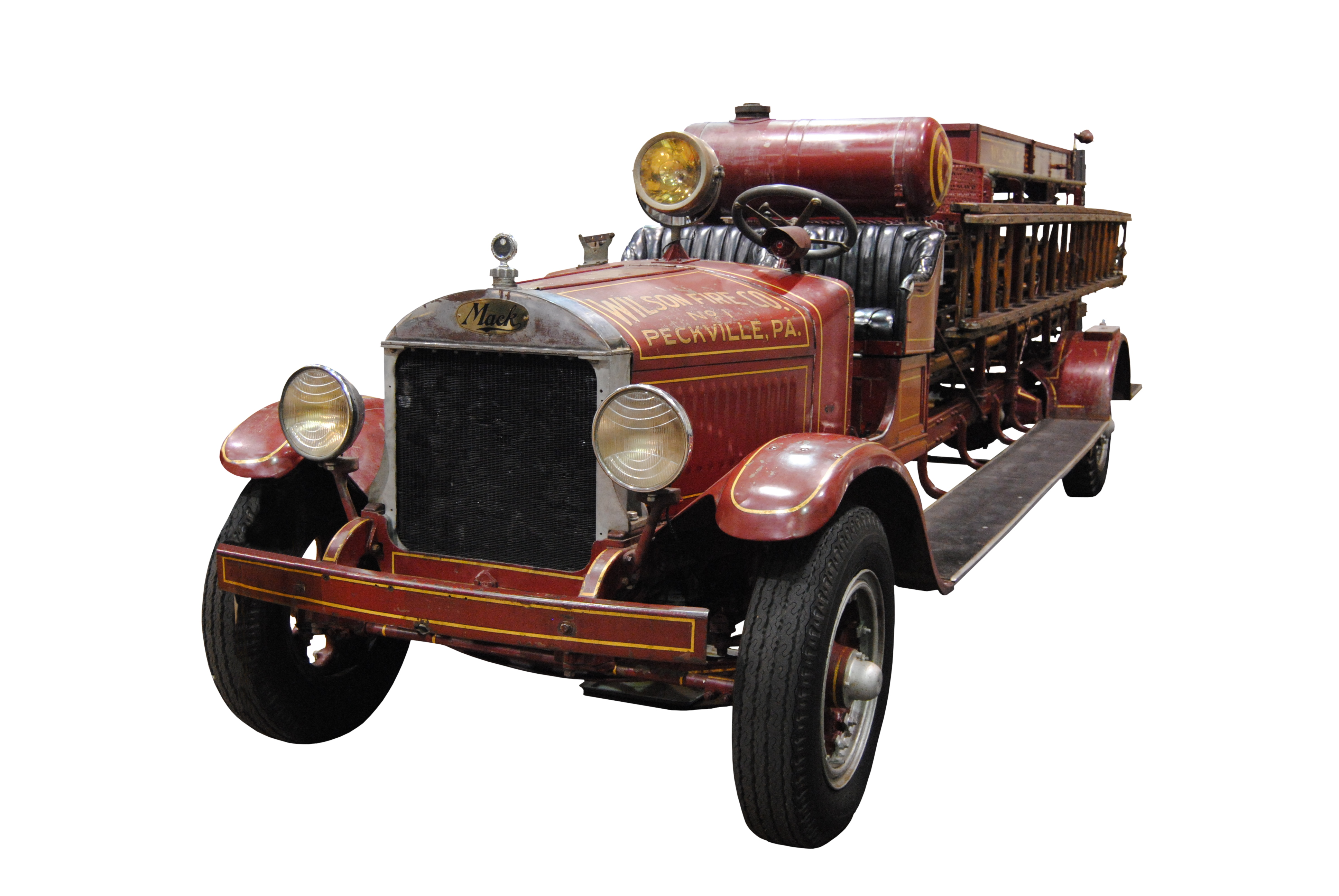
Пожарная машина на базе Mack AB

Первой серийной моделью грузовиков Mack стал лёгкий коммерческий грузовой автомобиль Mack модели AB грузоподъёмностью 1-2 тонны выпущенный в 1914 году. Эта была разработка инженера Эдуарда Хьюитта (англ. Edward Hewitt), чья компания Hewiit Motor Company располагалась в Бруклине и вошла в состав холдинга братьев Mack в 1912 году. Грузовик Mack AB комплектовался четырёхцилиндровым 30-ти сильным двигателем с трёхступенчатой КПП. Привод на задние колёса осуществлялся при помощи цепной передачи и червячной пары, в дальнейшем появилась модификация с карданной передачей. Благодаря своей простоте и надёжности Mack модели AB с изменениями и доработками пробыл на конвейере до 1936 года. Всего их было выпущено более 55 тысячи штук.

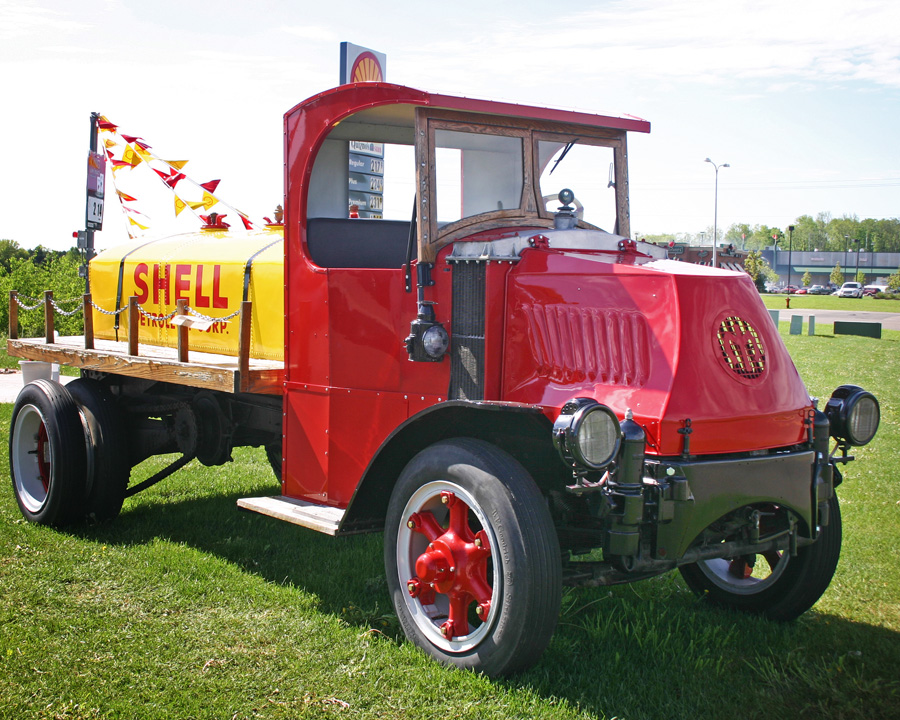
Mack AC

В 1916 году появилась модель грузовика AC. Он имел четырёхцилиндровый бензиновый двигатель и цепной привод задней оси. AC заработал репутацию надёжного и долговечного. Модель выпускалась непрерывно, на протяжении 24 лет, было построено 40 299 автомобилей. Именно благодаря этой модели грузовика появилось прозвище «бульдог» которое позднее трансформировалось в логотип фирмы.
В компании Mack строили военные бронированные автомобили на шасси AB для Нью-Йоркской Национальной гвардии. Во время Первой мировой войны, Mack поставил около 4500 грузовиков модели AC с грузоподъёмностью 3,5, 5,5 и 7,5 тонн правительству США. За тот же период более 2 тысяч единиц было поставлено в Великобританию.
Британские солдаты, когда сталкивались с трудной задачей для грузовиков восклицали «Aye, send in the Mack Bulldogs!» (буквально «Да пошлём туда бульдогов Mack»). Британские инженеры после испытания грузовиков заявили, что «у Mack есть упорство бульдога». В то время символом Великобритании был бульдог и это было высокой оценкой для американских машин.
К концу первой Мировой войны название компании было изменено на Mack-International Motor Truck Corporation.
В 1918 году компания стала первой применять воздушные и масляные фильтры на своих грузовиках. В 1920 году компания Mack стала пионером в использовании усилителей тормозов, а затем и резиновых подушек между шасси и рамой автомобиля.
В 1919 году армия США осуществила трансконтинентальный пробег, в котором участвовали и грузовики от Mack Trucks.
В 1921 году компания принимает решение использовать изображение бульдога (рвущего книгу) в качестве корпоративного символа, изображение на листе металла закреплялось на дверцах кабины. В 1922 году компания меняет название на Mack Trucks, Inc..
В 1924 году Джон Мак погиб в автокатастрофе в Уэтерли.
Начиная с 1927 года Mack выпускает несколько новых моделей автомобилей. Для того чтобы удовлетворить возрастающие потребности в перевозках грузовики имеют большую мощность, большую скорость движения. Первыми были предложены марки BJ и BB, за ними следовали и другие. Грузовики имели разную мощность двигателей, разную грузоподъёмность, разные варианты кабины. До 1941 года было построено более 15 тысяч грузовиков.
С 1929 по 1944 год компания Mack выпускает автомобильные прицепы и полуприцепы, всего было выпущено 2601 ед.

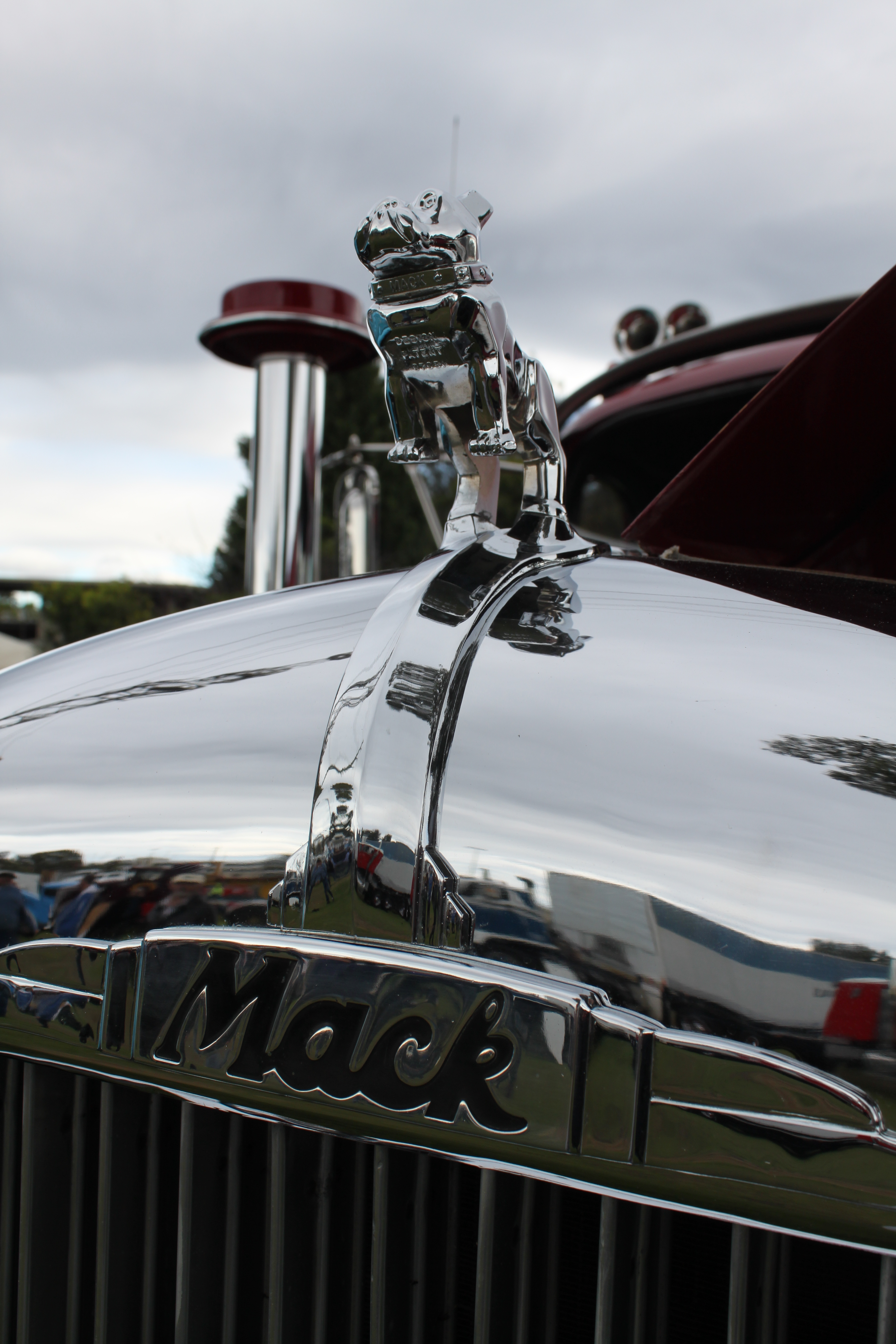

В начале 1932 года главный инженер завода Alfred Fellows Masury ложится на операцию в больницу. В свободное от лечебных процедур время он вырезает из подручного материала фигурку бульдога. Такие бульдоги, сделанные по образцу первого, вскоре становятся украшением капота всех автомобилей Mack Truck.
В 1931—1936 гг строится дамба Гувера и конечно же на строительстве используют грузовики от Mack Trucks.
В 1936 году компания меняет название на Mack Manufacturing Corporation.
В 1936 году начинают выпускаться среднетоннажные грузовики серии E. Их выпуск продолжался до 1951 года, всего их было выпущено более 78 тысяч.
С 1938 года Mack первым из производителей грузовиков стал строить свои дизельные двигатели.
В 1936—1938 году компания REO Motor Car Company на своём заводе в городе Лансинг, Мичиган выпускает партию грузовиков под маркой Mack Jr.. Они были построены по техническому заданию Mack Manufacturing Corporation и реализованы через Mack. Всего было произведено 4 974 машины.
В 1936 году Mack начинает изготовление внедорожных карьерных самосвалов. Первой моделью был Mack AP, с 1926 по 1938 год было построено 285 ед. С 1943 по 1964 было построено 1275 самосвалов серии LR. Затем выпускалась модель LV.
В годы Второй Мировой войны Mack строит грузовики для нужд армии, становясь крупным военным подрядчиком.
С 1940 по 1953 год Mack Manufacturing Corporation строит небольшие судовые дизельные двигатели. Всего было построено 16 ед.

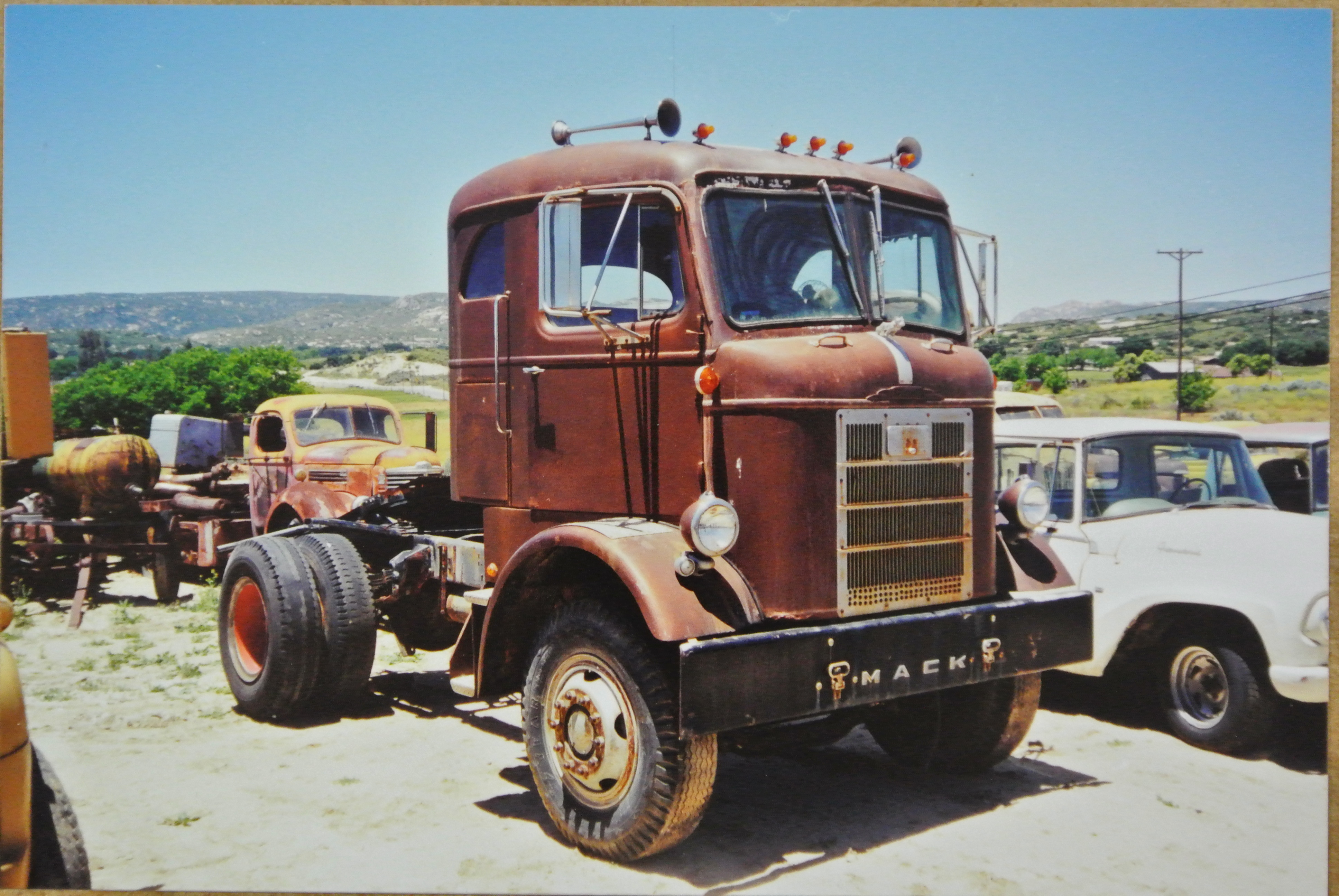
Mack H

С 1950 года начинается выпуск тяжёлых грузовиков серии L. Их стильный и современный дизайн многим нравился, модель стала популярной. Часть грузовиков строилась с более мощными двигателями, чтобы удовлетворить спрос грузоперевозчиков западного побережья. В 1950-е годы компания начинает строить грузовики серий G, H и B.
Серия B, производство которой было начато в 1953 году, безусловно один из самых успешных продуктов Mack Trucks. Некоторые траки этой модели остаются в строю и по сей день.
В 1956 году компания Mack покупает Brockway Motor Company, её производственные мощности используются до 1977 года.

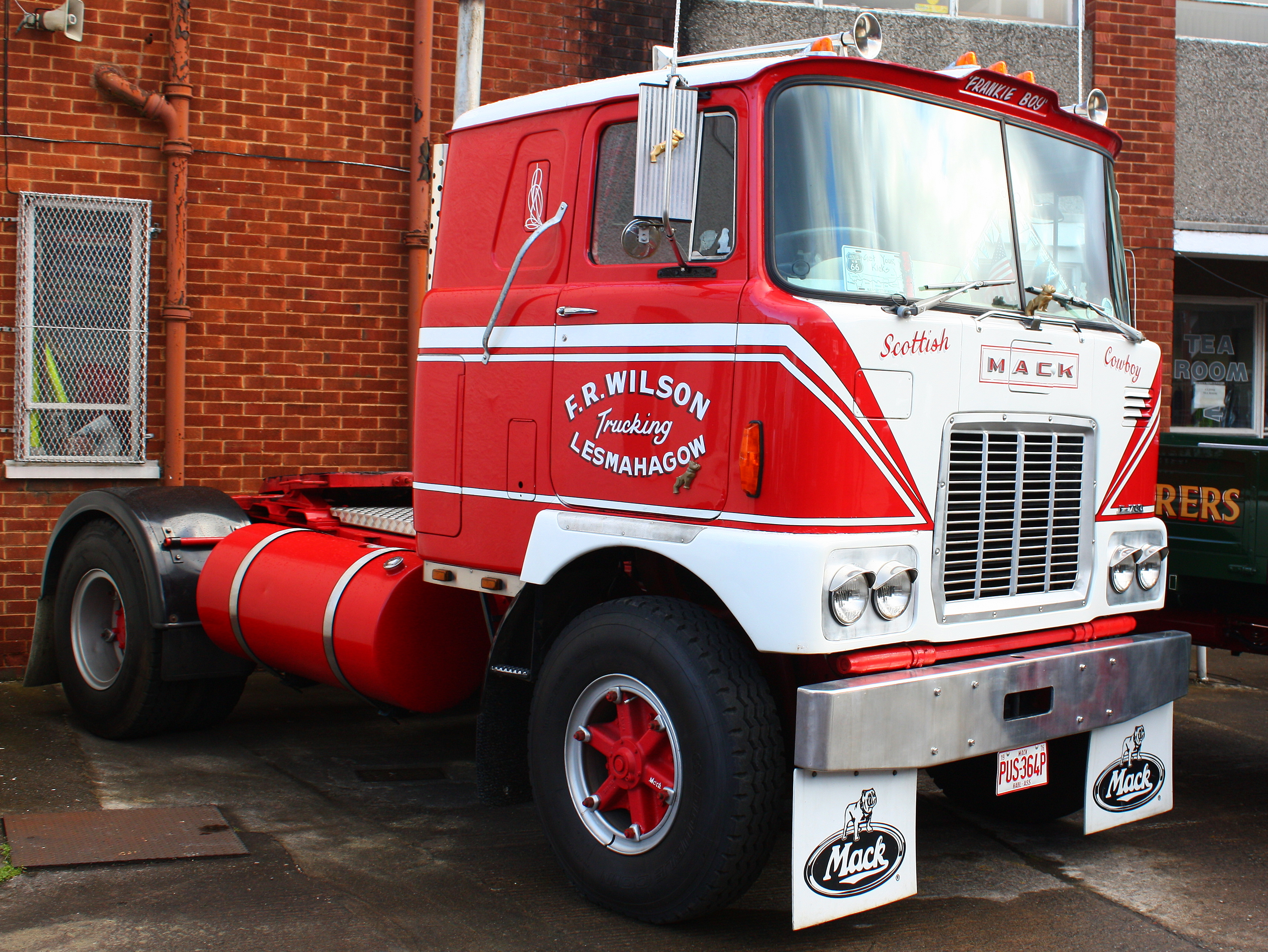
Mack F
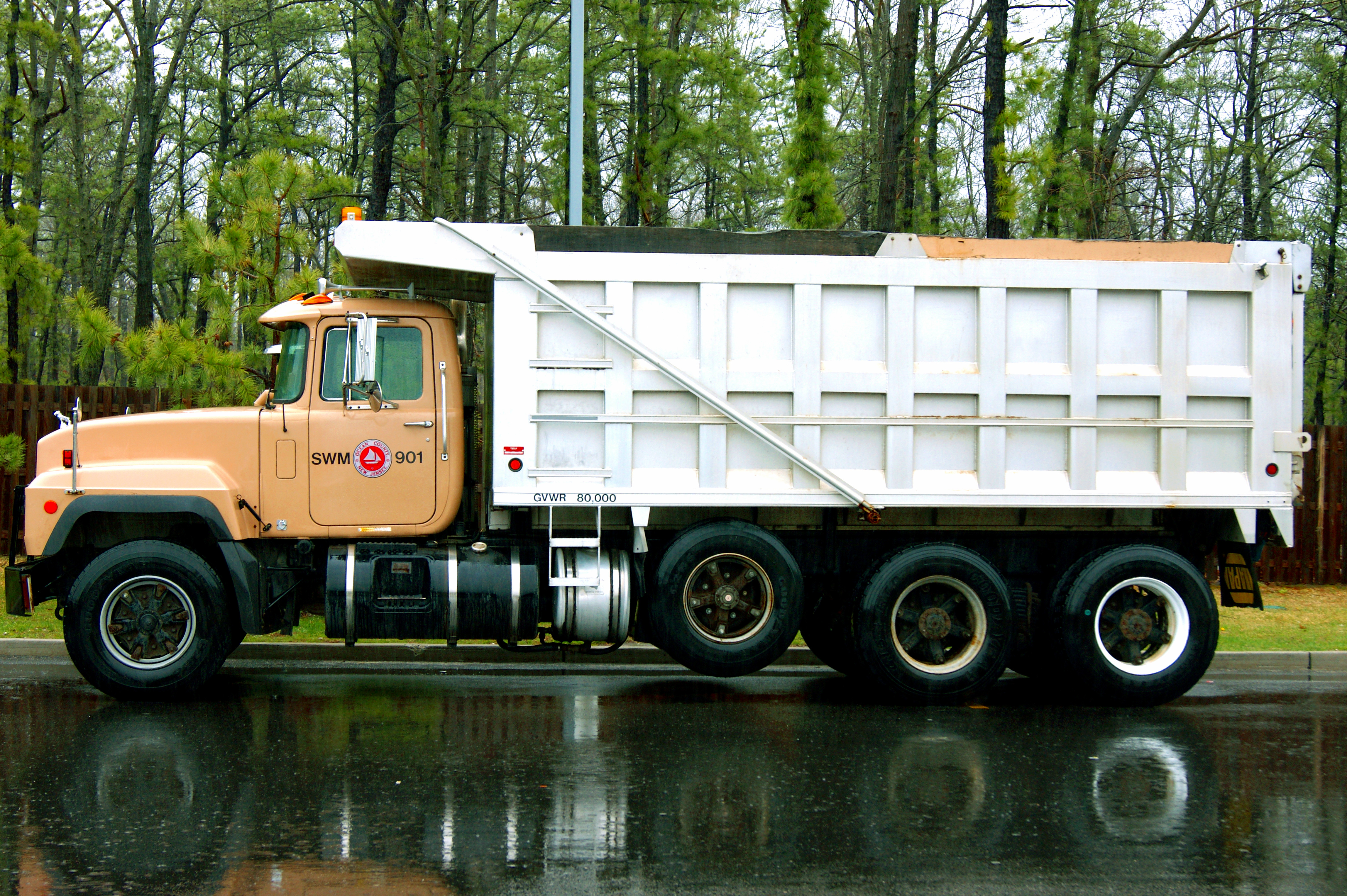
Mack R
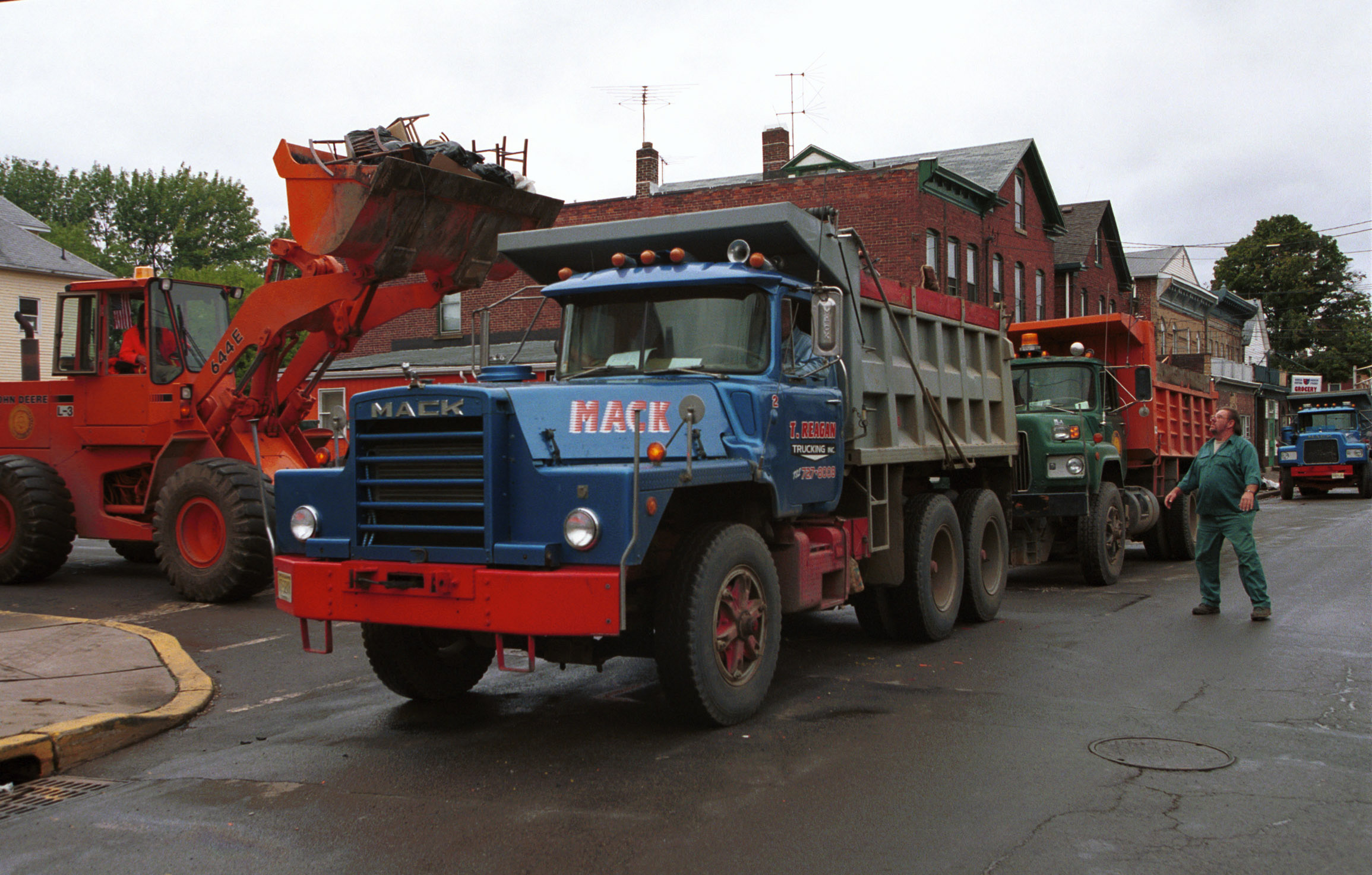
Mack DM

В 1960-е годы начинается выпуск нескольких моделей грузовиков: F, R, U и DM. Первой в 1962 году стала выпускаться F.
В 1967 году Mack Trucks была запатентована пневматическая подвеска кабины.
В 1970 году открывается головной офис компании в городе Аллентаун.
С 1977 года запущен в производство седельный тягач для дальних перевозок Super-Liner. Эта модель производилась вплоть до 1993 года. А филиалом Mack Trucks Australia, с некоторыми изменениями, выпускается до сих пор.
С 1978 года строятся автомобили для применения в городских условиях — модели MC/MR.
В 1979 году Renault приобретает 10 % акций компании. В 1982 году доля Renault увеличивается до 20 %, а в 1983 году до 40 %.
В 1982 году на рынок выходит модель Mack MH Ultra-Liner кабина которого изготовлена из стеклопластика.
В 1990 году компания Mack Trucks полностью переходит под контроль Renault.
В 2000 году компанию Mack Trucks приобретает компания Volvo.